# قائمة زملاء الجمعية الملكية المنتخبين في 1817
هذه الصفحة تعرض قائمة زملاء الجمعية الملكية المُنتخبين لعام 1817.

## الزملاء
- Frederick Sylvester North Douglas [الإنجليزية]‏
- John Ashley Warre [الإنجليزية]‏
- وليم لامتون
- Thomas Legh (died 1857) [الإنجليزية]‏
- William Somerville (physician) [الإنجليزية]‏
- William Strutt (inventor) [الإنجليزية]‏
- George Byng, 6th Viscount Torrington [الإنجليزية]‏
- Macvey Napier [الإنجليزية]‏
- Hugh Fortescue, 2nd Earl Fortescue [الإنجليزية]‏
- Joseph Constantine Carpue [الإنجليزية]‏
- William Macmichael [الإنجليزية]‏
- John Baillie of Leys [الإنجليزية]‏
- Gore Ouseley [الإنجليزية]‏
- John Reeves (naturalist) [الإنجليزية]‏